# Gremlins
Pour les articles homonymes, voir Gremlin (homonymie).
Série
Gremlins 2 : La Nouvelle Génération
(1990)
Pour plus de détails, voir Fiche technique et Distribution.
Gremlins est une comédie horrifique américaine réalisée par Joe Dante et sortie en 1984.
Ce film de Noël raconte l'histoire du jeune Billy Peltzer qui reçoit une étrange créature comme animal de compagnie, qui engendre elle-même d'autres créatures qui se transforment en Gremlins agressifs faisant des ravages dans la ville fictive de Kingston Falls la veille de Noël. Le scénario s'inspire des êtres folkloriques éponymes responsables selon la croyance des dysfonctionnements au sein des appareils de la Royal Air Force durant la Seconde Guerre mondiale.
Le film est l'objet de grandes campagnes de merchandising et opte pour un style d'humour noir contrebalancé par l'ambiance de Noël. Steven Spielberg est le producteur exécutif, et Michael Finnell (en) est le producteur.
Gremlins sort en salles le 8 juin 1984, distribué par la Warner Bros., et est un succès critique et commercial. Cependant, il est fortement critiqué pour certaines de ses séquences les plus violentes. En réponse à cela et à des plaintes similaires concernant Indiana Jones et le Temple maudit, Spielberg suggère que la Motion Picture Association modifie son système de classification, ce qu'elle fait dans les deux mois suivant la sortie du film, créant ainsi la nouvelle classification PG-13 (déconseillé aux enfants de moins de 13 ans).
Ce succès conduit à une suite, Gremlins 2 : La Nouvelle Génération (1990).

## Synopsis
Randall Peltzer, dit « Rand », est un inventeur farfelu aux créations allant des plus pratiques aux plus originales. Originaire de Kingston Falls, il se rend dans le quartier de Chinatown à New York, pour tenter de vendre ses inventions et dénicher un cadeau de Noël original pour son fils Billy. Un jeune Chinois l'emmène au magasin de son grand-père, M. Wing, et faute d'arriver à placer une de ses inventions comme la « salle de bains de poche », il se prend d'intérêt pour une petite créature à fourrure, un mogwaï. Mais M. Wing refuse catégoriquement de vendre le mogwaï malgré l'offre de deux cents dollars de Rand. Selon lui, prendre en charge le petit animal entraîne de trop lourdes responsabilités pour son acquéreur.
Le petit-fils, jugeant que cet argent est nécessaire pour son grand-père, vend tout de même le mogwaï à Rand, non sans lui dire qu'il doit respecter trois règles :
- ne pas exposer le mogwaï à la lumière et en particulier celle du soleil car elle peut le tuer ;
- ne pas le mouiller ni lui faire boire de l'eau ;
- ne jamais lui donner à manger après minuit.

Le lendemain, Billy, qui travaille comme guichetier à la banque, est pris à partie par Mme Deagle, car Barney, le chien de Billy, aurait cassé son bonhomme de neige en verre. Elle exige alors de se voir confier le chien pour aller le faire euthanasier à la fourrière et regrette publiquement de ne pouvoir le faire mourir elle-même avec d'atroces souffrances, comme celles qui résulteraient d'un enfermement dans un lave-linge programmé avec une haute température. Le chien, qui était caché sous le bureau de son maître, bondit alors hors de sa cachette et, détruisant au passage les vestiges du bonhomme de neige posés sur le guichet, attaque alors Mme Deagle, ce qui manque de conduire au licenciement de Billy.
Plus tard, Rand rentre à la maison et offre à Billy le mogwaï qui s'appelle maintenant Gizmo, en lui expliquant les trois règles à suivre.
Les jours passent et Billy et Gizmo deviennent amis, au détriment de Barney qui se sent délaissé. Gizmo se révèle être un compagnon très doux et affectueux.
Un jour, Pete, un enfant de la ville, livre un sapin de Noël à la famille Petzler. L'invitant dans sa chambre, Billy lui présente Gizmo et Pete veut le prendre dans ses bras. Malheureusement, Pete renverse un verre d'eau sur Gizmo ce qui a pour conséquence de le multiplier. Ainsi, cinq autres mogwaïs naissent dont un avec une mèche (le « Rayé » ou Stripe) qui est visiblement le chef. Contrairement à Gizmo, ces mogwaïs se montrent odieux, grossiers et farceurs (ils ont par exemple suspendu Barney à une guirlande électrique dehors en pleine nuit).
Un jour, Billy se rend au laboratoire de Roy Hanson, son professeur de sciences, et clone un mogwaï en versant un goutte d'eau sur ce dernier, pour le lui laisser afin de mener des tests. Roy garde l'un des deux mogwaï et Billy repart avec l'autre.
Le soir, alors que Billy regarde à la télévision le film L'Invasion des profanateurs de sépultures, les mogwaïs, sauf Gizmo, réclament avec insistance de la nourriture. Constatant que son réveil indique que minuit n'est pas encore arrivé, Billy leur donne du poulet et s'endort devant son film avec Gizmo, sans savoir à ce moment-là que l'alimentation électrique du réveil a auparavant été grignotée, et que l'heure affichée par le réveil est erronée, au moment où il a donné de la nourriture aux mogwaïs. De son côté, Roy quitte son laboratoire en laissant malencontreusement un reste de sandwich à portée de son mogwaï en cage qui se nourrit alors après minuit.
Au matin, tous les mogwaïs — excepté Gizmo — se sont transformés en cocons visqueux, à l'intérieur desquels ils se métamorphosent. Alors que Billy est à la banque, tous les cocons, y compris celui qui s'est formé au laboratoire de Roy Hanson, éclosent et donnent naissance à des « Gremlins », des créatures terrifiantes aux grandes oreilles, aux dents acérées, et à la peau de reptile, qui n'ont plus rien à voir avec les adorables peluches vivantes qu'étaient les mogwaïs. Billy se rend à l'école pour voir Roy, mais retrouve son corps sans vie, près du gremlin qui l'a tué. Billy, comprenant alors le processus de métamorphose qui s'est opéré, est attaqué par la créature, et tente de prévenir sa mère du danger qu'elle court. Elle est seule à la maison avec les cinq autres gremlins, et se bat avec eux, essayant de se défendre avec ses ustensiles de cuisine. Elle parvient à en tuer trois : le premier est haché dans son mixer, le second poignardé, le troisième explose dans son micro-ondes, et alors qu'elle est en train de se faire étrangler par un quatrième, Billy arrive, décapite le monstre et sauve sa mère. Le seul gremlin survivant, celui qui a la crête de punk blanche (le chef, le « Rayé »), arrive à s'échapper. Poursuivi par Billy jusqu'au YMCA local, il parvient à plonger dans la piscine municipale, causant une multiplication phénoménale. Billy réalise ce qui se passe et sachant qu'il ne pourra pas lutter, prend la fuite. La piscine est envahie par un écran de fumée et des rires sadiques…
Billy se rend immédiatement au bureau du shérif Frank pour l'alerter du danger, mais celui-ci et son assistant refusent de le croire, ne prenant pas ses propos au sérieux. Il emmène Gizmo à la taverne de Dorry pour retrouver Kate, qui est de service cette nuit-là. Les Gremlins ont envahi la taverne, et de façon très vulgaire, forcent Kate à les servir. Elle découvre qu'ils ne supportent pas la lumière lorsqu'elle allume une cigarette pour l'un d'entre eux. Elle parvient à s'échapper en utilisant le flash d'un appareil photo comme arme, et retrouve Billy. Tous deux se réfugient dans la banque, alors que les Gremlins sèment la panique dans Kingston Falls. Kate finit par révéler la raison pour laquelle elle déteste Noël : son père a voulu faire une surprise à elle et sa mère en se déguisant en Père Noël, mais en descendant dans la cheminée, il s'est brisé la nuque en glissant et est mort sur le coup. Et les événements en cours ne font que conforter son aversion pour cette fête.
Pendant ce temps, les créatures tuent Mme Deagle en déréglant son fauteuil d'escalier, ce qui la précipite par une fenêtre, et lancent un chasse-neige contre la maison du couple Futterman (bien qu'ils soient laissés pour morts, ils ont survécu). Quand Billy, Kate et Gizmo émergent, les Gremlins sont partis. Ils se sont tous réfugiés au cinéma de la ville, où ils regardent Blanche-Neige et les Sept Nains. Billy et Kate parviennent à les enfermer et à faire sauter le cinéma. Tous les Gremlins brûlent, sauf le « Rayé », qui avait quitté les lieux juste avant pour aller manger dans une confiserie car il n'y avait plus de pop-corn.
Billy poursuit jusqu'au centre commercial le « Rayé », qui est à la recherche d'un point d'eau. Il parvient à trouver une petite fontaine où il va pouvoir se multiplier à nouveau et venger ses compagnons morts dans le cinéma. Mais le jour est en train de se lever : alors que « le Rayé » entame sa multiplication, Gizmo, qui s'est échappé, réussit à ouvrir une fenêtre, exposant la vile créature à la lumière du jour qui le liquéfie.
M. Wing retrouve la ville qui a été le théâtre des ravages des Gremlins, et ainsi la famille Peltzer. Il reprend Gizmo pour éviter de nouveaux troubles, prétextant très moralement que la société n'est pas prête à accueillir un mogwaï mais que Billy sera peut-être prêt, un jour.

## Fiche technique
Sauf indication contraire, les informations mentionnées dans cette section peuvent être confirmées par la base de données cinématographiques IMDb,  présente dans la section « Liens externes ».
- Titre original et français : Gremlins
- Réalisation : Joe Dante
- Scénario : Chris Columbus
- Musique : Jerry Goldsmith
- Décors : James H. Spencer et Jackie Carr
- Photographie : John Hora (en)
- Montage : Tina Hirsch
- Production : Michael Finnell (en)
- Production déléguée : Steven Spielberg, Kathleen Kennedy et Frank Marshall
- Sociétés de production : Amblin Entertainment ; Warner Bros. (coproduction)
- Société de distribution : Warner Bros.
- Budget : 11 millions de dollars (estimation)[4]
- Pays de production :  États-Unis
- Langue originale : anglais
- Format : couleur (Technicolor) — 35 mm — 1,85:1 — son Dolby stéréo
- Genres : comédie horrifique, fantastique, film de Noël
- Durée : 105 minutes
- Dates de sortie[5] :
  - États-Unis, Québec[6] : 8 juin 1984
  - France : 5 décembre 1984
- Classification :
  - États-Unis: (MPAA)[7] :  PG (Certaines scènes peuvent heurter les enfants - Accord parental souhaitable)
  - France : tous publics (visa d'exploitation n° 59359 délivré le 18 octobre 1984)[8],[n 3]

## Distribution
- Zach Galligan (VF : Jean-François Vlérick) : William « Billy » Peltzer, employé de banque, dessinateur à ses heures
- Phoebe Cates (VF : Agathe Mélinand) : Kate Beringer, employée de banque, également serveuse en extra
- Hoyt Axton (VF : Marc de Georgi) : Randall « Rand » Peltzer, père de Billy, inventeur
- Frances Lee McCain (VF : Arlette Thomas) : Lynn Peltzer, mère de Billy, femme au foyer
- Judge Reinhold (VF : Éric Legrand) : Gerald Hopkins, vice-président de la banque
- Polly Holliday (VF : Nadine Alari) : Ruby Deagle, cruelle promotrice immobilière
- Glynn Turman (VF : Greg Germain) : Roy Hanson, professeur de sciences
- Dick Miller (VF : Serge Lhorca) : Murray Futterman, ami de Billy
- Jackie Joseph (VF : Claude Chantal) : Sheila Futterman, femme de Murray
- Scott Brady (VF : Claude Joseph) : le shérif Frank
- Keye Luke (VF : Georges Aminel) : M. Wing, vieux boutiquier chinois
- Edward Andrews (VF : Jean-François Laley) : M. Corben, le directeur de la banque
- Corey Feldman (VF : Damien Boisseau) : Pete F.
- Kenny Davis (VF : Raymond Loyer) : Dorry, le propriétaire du bar
- Chuck Jones (VF : Richard Darbois) : M. Jones, le client du bar
- Jonathan Banks (VF : Richard Darbois) : Brent, l'adjoint du shérif
- Belinda Balaski (VF : Francine Lainé) : Mme Harris
- Harry Carey Jr. : M. Anderson
- William Schallert (VF : Georges Berthomieu) : Père Bartlett
- Joe Brooks (VF : Alain Dorval) : Dave Mayers, le Père Noël
- John C. Becher (en) (VF : Claude d'Yd) : Dr Molinaro
- Jim McKrell (en) (VF : Jean Roche) : Lew Landers, le reporter TV
- Don Steele (en) (VF : Claude Rollet) : Rockin' Ricky Rialto (voix)
- Marvin Miller (en) (VF : Michel Gudin) : Robby, le robot au salon de l'invention (voix)
- John Louie (VF : Damien Boisseau) : le petit-fils de M. Wing
- Steven Spielberg : l'homme en tricycle électrique au salon de l'invention (caméo non crédité)
- Jerry Goldsmith : l'homme au chapeau de cow-boy dans la cabine téléphonique au salon de l'invention (caméo non crédité)
- Ilene Keys : Gizmo (chant, non créditée)[9]

## Production

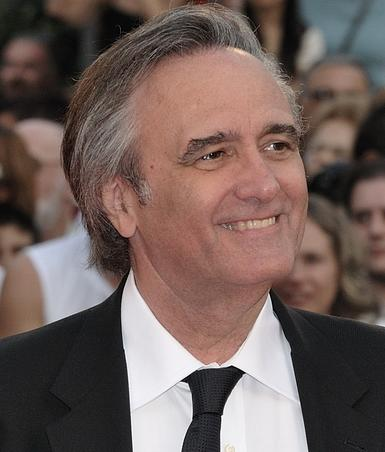
Joe Dante, le réalisateur du film.

### Écriture du scénario
Le scénario est écrit par Chris Columbus, il est à l'origine bien plus sombre. Le producteur Steven Spielberg et Warner Bros. souhaitent en faire un film davantage familial. Des scènes plus macabres sont donc supprimées, dont la mort de la mère de Billy par décapitation, son chien dévoré par les Gremlins et les Gremlins attaquant un établissement de restauration rapide pour manger les consommateurs au lieu de hamburgers. La production a finalement supprimé ces scènes, estimant que ça rendait le film trop sombre et préférant s'axer sur l'humour noir plutôt que sur le gore. De même, le chef des Gremlins, le Rayé (nommé Stripe), n'était initialement pas présent dans le script : Gizmo lui-même se transformait pour devenir le Gremlin à la crête blanche. Spielberg modifia le scénario sur ce point, estimant que Gizmo était suffisamment mignon pour attirer la sympathie des spectateurs et que ceux-ci préféreraient qu'il reste fidèle à lui-même tout au long du film. Il voulait que le public puisse identifier un gentil et un méchant.
Steven Spielberg voulait initialement engager Tim Burton comme réalisateur, impressionné par ses courts métrages. Le producteur préfère finalement engager un metteur en scène ayant déjà réalisé un long métrage.

### Attribution des rôles
Dick Miller, qui incarne ici Murray Futterman, a joué dans tous les précédents longs métrages de Joe Dante, Hollywood Boulevard (1976), Piranhas (1978) et Hurlements (1981).
C'est le dernier film des acteurs Edward Andrews (M. Corben) et Scott Brady (shérif Frank) qui décèdent moins d'un an plus tard.

### Tournage
Le tournage a lieu à dans les studios Universal d'Universal City et dans les Warner Bros. Studios. Certains décors de la ville fictive de Kingston Falls sont les mêmes que ceux utilisés par Retour vers le futur (1984), tourné dans le même backlot des studios Universal,, ainsi que ceux du tournage du tout premier épisode de La Quatrième Dimension (1964, saison 1, épisode 1), Solitude.

## Accueil
Le film connaît un très grand succès commercial, rapportant environ 148 168 000 de dollars au box-office en Amérique du Nord pour un budget de 11 000 000 dollars. En France, il compte 3 586 515 entrées.
Il reçoit un accueil critique favorable, recueillant 86 % de critiques positives, avec une note moyenne de 7,4/10 et sur la base de 78 critiques collectées, sur le site agrégateur de critiques Rotten Tomatoes.

## Distinctions
Sauf indication contraire, les informations mentionnées dans cette section peuvent être confirmées par la base de données cinématographiques IMDb,  présente dans la section « Liens externes ».

### Récompenses
- Saturn Awards 1985 :
  - meilleur film d'horreur
  - meilleure actrice dans un second rôle pour Polly Holliday
  - meilleure réalisation pour Joe Dante
  - meilleure musique pour Jerry Goldsmith
  - meilleurs effets spéciaux pour Chris Walas
- Goldene Leinwand 1985
- Young Artist Awards 1985 : meilleur film familial ou d'aventure
- Online Film & Television Association Awards 2020 : Hall of Fame - Motion Picture

### Nominations
- Saturn Awards 1985 :
  - meilleur acteur dans un second rôle pour Dick Miller
  - meilleur jeune acteur pour Corey Feldman
  - meilleur scénario pour Chris Columbus
  - meilleur maquillage pour Greg LaCava
- Young Artist Awards 1985 : meilleur second rôle masculin dans un film pour Corey Feldman
- International Film Music Critics Association Awards 2012 : meilleure ressortie d'une partition existante pour Jerry Goldsmith (musique), Michael Matessino et Bruce Botnick (producteur d'album), Jeff Bond, Joe Sikoryak (direction artistique de l'album)

## Commentaires